# Дельсар, Жюль
Жюль Дельсар (фр. Jules Delsart; 24 ноября 1844, Валансьен — 3 июля 1900, Париж) — французский виолончелист.
Окончил Парижскую консерваторию по классу Огюста Франкомма, после смерти которого в 1884 г. возглавил, в свою очередь, консерваторский виолончельный класс (среди его учеников, в частности, Поль Базлер и Луи Фейяр). Был известен как ансамблевый музыкант — в частности, выступал в трио с Андре Мессаже и Гийомом Реми (в том числе премьера Трио соль минор Эрнеста Шоссона, 8 апреля 1882), в 1887 г. исполнил премьеру Фортепианного квартета № 2 Габриэля Форе (с автором, Реми и альтистом Луи ван Вафельгемом). Играл также в составе квартетов, которыми руководили Пабло Сарасате и Виллем тен Хаве. Как исполнитель на виоле да гамба и пропагандист старинной музыки выступил в 1895 г. одним из основателей ансамбля «Общество старинных инструментов» (фр. Société des Instruments Anciens); ансамбль распался со смертью Дельсара, но годом позже был воссоздан Анри Казадезюсом. Дельсар участвовал в премьере Реквиема для трёх виолончелей с оркестром (1891) Давида Поппера (вместе с автором и Эдуардом Хауэллом).
Дельсару принадлежит ряд аранжировок — в частности, переложение для виолончели и фортепиано знаменитого «Размышления» («Элегии») Жюля Массне, Сонаты ля мажор Фридерика Шопена, Сонаты для скрипки и фортепиано Сезара Франка и др.
Дельсару посвящены концерт для виолончели с оркестром Мари Яэль, Ноктюрн Давида Поппера, виолончельная соната Леона Боэльмана, «На озере» Бенжамена Годара. Именем Дельсара названа улица в Валансьене, откуда он был родом.
Похоронен на кладбище Пер-Лашез.